# Cayn Theakston
Cayn Theakston é um antigo ciclista  do Reino Unido, nascido a 7 de maio de 1965 em Uley no Gloucestershire.
O seu maior feito foi vencer a Volta a Portugal em 1988. Cayn Theakston, na Volta de 1986, abandonou por queda, quando era líder da geral (foi camisola amarela durante 10 etapas). Também em 1987, Cayn Theakston, parecia a certa altura poder ganhar a prova. No entanto, abandonaria a corrida de novo devido a queda. Finalmente, em 1988, conseguiu a vitória, tornando-se o 3.º estrangeiro a vencer a Volta a Portugal. 
Vestiu durante 16 dias a camisola amarela na Volta a Portugal (86,87,88).

## Carreira desportiva
- 1990 Individual - até 30-04
- 1990 Tulip - IOC - Hofnar - Até 01-05
- 1991 Individual
- 1989 ADR - W-Cup - Bottecchia - Coors Light - Até 01-09
- 1989 Louletano - Vale do Lobo
- 1988 Louletano - Vale Do Lobo
- 1987 Louletano - Vale Do Lobo
- 1987 Fagor
- 1986 Fagor

## Palmarés
- 1988, venceu a Volta a Portugal
- 1989, venceu GP Costa Azul

### 1985
- 1º no Tour of Trinidad
- 3º no GP Jornal de Notícias
- 3º no Tour of the Peak
- 37º na Volta a Portugal

### 1986
- 57º na Paris-Bruxelas
- 72º na Volta à França do Futuro

### 1987
- 1º no GP O Jogo

### 1988
- 1º na Volta a Portugal, 1 etapa
- 1º no GP Juntas de Freguesia de Setúbal, 1 etapa
- 3º no GP Jornal de Notícias, 2 etapas
- 5º na Volta ao Algarve, 2 etapas
- 5º no Circuito de Loulé

### 1989
- 1º no GP Costa Azul, 1 etapa
- 6º no Herald Sun Tour, 1 etapa + Montanha
- 5º no Circuito das Muralhas de Évora
- 12º no Grand Prix of Wales
- 31º no Tour of Ireland

### 1990
- 1 etapa no Tour of Britain (Milk Race)
- 8º na Binche-Chimay-Binche

## Etapas Míticas
- Alto da Fóia (Volta ao Algarve): 1988

1. ↑  https://www.publico.pt/2017/08/14/desporto/noticia/cayn-theakston-o-lobo-solitario-que-tenta-esquecer-as-bicicletas-1782245
2. ↑  https://pezcyclingnews.com/amp/interviews/cayn-theakston-worcesters-portuguese-hero/